# Звечан
Звечан је градско насеље и седиште истоимене општине у Србији, које се налази у северном делу Косова и Метохије и припада Косовскомитровачком управном округу. Према процени из 2011. године било је 1.297 становника.
Атар насеља се налази на територији катастарске општине Звечан површине 186 ha, по општинским подацима 112 ha. Назив је добио по старој утврди чији се остаци данас уздижу недалеко од града, а за коју се сматра да је једна од најстаријих тврђава на овим просторима.

## Историја
Звечан је био средњовековни град, сада у рушевинама, на ушћу реке Ситнице у Ибар, али се претпоставља да се на том месту налазило насеље још у праисторији. Сазидан је на истоименом купастом брду на улазу у Ибарску клисуру и доминира долином у којој су се укрштали важни каравански путеви. Седиште некадашње Звечанске жупе била је древна тврђава Звечан. Насеље Звечан је још у току 12. века имало карактер градског насеља познатог на Балкану.
Први пут се помиње у вези с пограничним борбама између Рашке, којом је владао жупан Вукан, и Византије на Косовом пољу између 1091. и 1094. Постоје записи да је Стефан Немања, после победе над Византинцима 1170. код Пантине, наредио да се молитва за успешни исход битке одржи у цркви Светог Ђорђа у Звечану. Током владавине Немањића у Звечану се налазио један од краљевских дворова. У њему је 1323. године сахрањен Константин Немањић, 1331. године је у његовим тамницама преминуо и његов брат Стефан Дечански. Стефан Душан је 1337. године управу поверио млађем сину властелинке Данице, док је његов син Урош град доделио челнику Муси, зету кнеза Лазара. Кнез Војислав Војиновић (око 1355—1363) је 1363. године заменио Брвеник на Ибру са челником Мусом и град се од тог доба налази у његовом поседу односно његовог наследника великог жупана Николе Алтомановића (1366—1373). После Николиног слома 1373. године, град улази у састав државе Вука Бранковића.
Турци освајају Звечан крајем 14. века и њему са прекидом држе јаке војне поставе све до 18. века, када дефинитивно напуштају тврђаву и она је од тада препуштена зубу времена.
Развој насеља Звечан на месту на ком се данас налази почиње са развојем РМХК „Трепча“. У просторном смислу, данашње насеље Звечан се шири у скоро свим правцима спајајући се са Митровицом и оближњим насељима Доње Кориље и Велико Рударе.
У периоду од 1926. до 1941. године упоредо са развојем РМХК „Трепча“ почело се са изградњом насеља Звечан изградњом енглеске колоније, тениског игралишта и објеката за становање стручњака који су дошли да раде у Комбинату. Повећањем броја становника изграђена је 1933. године школска зграда. Изграђени су после Другог светског рата 1953. године Раднички дом са плесном, биоскопском салом и кугланом. Касније су изграђени хотел, амбуланта са стационаром, зграда поште, зграда основне школе 1961. године, зграда школе ученика у привреди, олимпијски базен 1968. године. После 1970. године када је насеље било у саставу општине Косовска Митровица мало је изграђених објеката. До оснивања општине Звечан 1990. године, Звечан је био у саставу општине Косовска Митровица. У новије време изграђена је нова зграда Дома здравља, нова стамбена зграда са 24 стана, црква Светог Ђорђа, зграда новог дечјег обданишта, зграда Центра за Социјални рада, реконструисана је зграда старе школе за Вишу техничку школу и започета изградња више стамбених зграда. У самом насељу Звечан је: Предшколска установа „Лане“, Основна школа „Вук Караџић“, Средња школа, Виша техничка школа Звечан, измештена Виша техничка школа из Урошевца, Факултет уметности.

## Демографија
Према попису из 1981. године место је било већински насељено Србима. Након рата 1999. године Срби нису напуштали Звечан.
| Етнички састав према попису из 1981.‍ | Етнички састав према попису из 1981.‍ | Етнички састав према попису из 1981.‍ | Етнички састав према попису из 1981.‍ | Етнички састав према попису из 1981.‍ |
| ------------------------------------ | ------------------------------------ | ------------------------------------ | ------------------------------------ | ------------------------------------ |
|                                      |                                      |                                      |                                      |                                      |
| Срби                                 | Срби                                 |                                      | 2.196                                | 78,8%                                |
| Црногорци                            | Црногорци                            |                                      | 283                                  | 10,2%                                |
| Албанци                              | Албанци                              |                                      | 105                                  | 3,8%                                 |
| Муслимани                            | Муслимани                            |                                      | 69                                   | 2,5%                                 |
| Хрвати                               | Хрвати                               |                                      | 29                                   | 1%                                   |
| Укупно: 2.785                        |                                      |                                      |                                      |                                      |

Број становника на пописима:
|             | \| Демографија[3] \| Демографија[3] \| Демографија[3] \| \| Година \| Становника \| Становника \| \| -------------- \| -------------- \| -------------- \| \| 1948. \| 725 \| \| \| 1953. \| 1.572 \| \| \| 1961. \| 2.353 \| \| \| 1971. \| 2.628 \| \| \| 1981. \| 2.785 \| \| \| 1991. \| 3.261 \| \| |            |
| Демографија | |            |
| Година      | Становника | Становника |
| 1948.       | 725 |            |
| 1953.       | 1.572 |            |
| 1961.       | 2.353 |            |
| 1971.       | 2.628 |            |
| 1981.       | 2.785 |            |
| 1991.       | 3.261 |            |

## Географија

### Локација
| Нови Пазар (48 km)         | Лепосавић (29 km), Рашка (60 km), Краљево (140 km), Београд (300 km) |                                                                                 |
| Зубин Поток (22 km)        |                                                                      | Подујево (47 km)                                                                |
| Исток (51 km), Пећ (72 km) | Србица (26 km), Призрен (107 km)                                     | Косовска Митровица (3 km), Вучитрн (16 km), Приштина (45 km), Грачаница (49 km) |

## Тврђава Звечан
Основа тврђаве прилагођена је конфигурацији терена и има неправилан, издужени облик. Састојала се из три дела. Горњи град се налазио на самом врху брда. Нижи појас се састојао од бедема ојачаних кулама, а обимни зид је обухватао јужне падине и подножје брда. Горњи град, окружен са пет кула, чува остатке главне — донжон куле осмоугаоне основе, цркве Св. Ђорђа (коју је подигао Стефан Немања) и цистерни. Црква је имала основу у облику сажетог уписаног крста, мању олтарску апсиду, кубе над средишњим делом и била је живописана. Унутар Доњег града постоји неколико грађевина чија намена није прецизно утврђена, а на западном крају налазио се главни улаз у град.
Основна намена града била је контрола Босанског, Ибарског и Метохијског пута који су се ту укрштали, док је касније служио и као заштита за рудник у Трепчи.
Путописац Ами Буе, који је посетио Звечан 1840. године нашао је остатке цркве, док је Гиљфердинг 1859. године у граду видео ...остатке дворца на два спрата озиданог опеком...
Поред тога у северном делу града је пронађен подземни лагум који се спуштао до извора у подножју брда на коме је Звечан подигнут, а пронађени су остаци још једног потенцијалног излаза из подземних лагума.

## Култура и наука
У Звечану се налази Висока техничка школа струковних студија, а од 2001. године и Факултет уметности Универзитета у Приштини. Често се одржавају концерти и изложбе професора и студената Факултета уметности и представе Народног позоришта измештеног из Приштине, као и гостовања угледних уметника из земље и иностранства. У Звечану постоји музеј.
У Звечану се одржава годишњи међународни фестивал „Норт Сити џез и блуз фестивал“ (North City Jazz & Blues Festival), на коме су гостовали многи еминентни музичари из Србије и света, као и међународна ликовна колонија „Соколица” и фестивал дечје песме „Цвркути са Ибра“. Године 2007. Невена Божовић, победница фестивала „Цвркути са Ибра“ представљала је Србију на избору за Дечију песму Евровизије, одржаном у Холандији, где је заузела треће место.

## Саобраћај
Улице у самом насељу Звечан нису у најбољем стању, јер је њихово одржавање минимално. Утврђено је да око 30% улица у граду није асфалтирано.

## Познате личности
- Богдан Раденковић, један од оснивача тајног друштва „Уједињење или смрт” и координатор српског покрета у Македонији и Старој Србији
- Иса Бољетинац, качак и један од вођа Албанског устанка
- Милица Јефтимијевић Лилић, српска књижевница, уредница и критичар
- Зоран Кривокапић, српски хирург и универзитетски професор

## Галерија
- Железничка станица у Звечану
- Топионица олова у Звечану са 306 m високим димњаком
- Поглед на Звечан са тврђаве
- Река Ибар на току кроз Звечан.
- Панорама Звечана виђена са пута ка истоименој тврђави.
- Панорама Звечана виђена са пута ка истоименој тврђави.
- Панорама Звечана виђена са пута ка истоименој тврђави.
- Панорама Звечана виђена са стазе ка истоименој тврђави.
- Панорама Звечана виђена са истоимене трвђаве.
- Панорама Звечана виђена са истоимене трвђаве.
- Црква у изградњи посвећена Светом краљу Стефану Дечанском у насељу Сунчана долина.
- Панорама Сунчане долине, насеља у изградњи.
- Брдо са крстом, изнад цркве Светог Великомученика Димитрија.
- Црква Светог Великомученика Димитрија.